# Ducati 900 Monster
La 900 Monster est un modèle de motocyclette du constructeur italien Ducati. Elle a d'abord eu pour nom 900 Mostro.
Commercialisé en 1993, le premier modèle de 900 Mostro n'était disponible qu'en rouge.
Son moteur bicylindre en V ouvert à 90°, refroidi par air et huile développe 73 chevaux. Il est alimenté par deux carburateurs Mikuni et est équipé d'un embrayage multidisque à sec.
Le cadre est un treillis tubulaire.
Le freinage est assuré par deux disques de 320 millimètres de diamètre à l'avant, d'un unique disque de 245 à l'arrière, issus du catalogue Brembo.
Elle était vendue 66 840 Francs soit environ 10 190 €.
Au cours de ses dix ans de carrière, la 900 Monster a connu de nombreuses séries spéciales et beaucoup d'évolutions.
- 1994 :

M900 Joe Bar Team : L'importateur français de l'époque (la S.I.M.A.) propose une série spéciale Joe Bar Team, en référence à la célèbre bande dessinée. Pour 68 840 F (10 495 €) elle est équipée d'une décoratif "Joe Bar Team Spirit" grise, jaune et bleu, et de silencieux d'échappement Laser.
- 1995 :

Le réservoir perd 1,5 litre de capacité.
- 1996 :

M900 Carbone : Le réservoir, les caches latéraux et le dosseret de selle sont réalisés en fibre de carbone. Elle était vendue 76 990 F (11 737 €).
M900 Série Spéciale : La S.I.M.A. propose, pour 75 990 F (11 585 €) :

- - de la fibre de carbone pour le réservoir, les garde-boue, les couvercles d'embrayage et de courroies de distribution, le dosseret de selle et l'entourage des compteurs
  - d'un amortisseur de direction White Power
  - de disques de freins flottants en fonte pincés par des étriers Beringer
  - de jantes Marvic[3]

M900 Special : La selle est en peau Conoly.
M900 CHR : Le département compétition de Cagiva, le CHR (pour Cagiva Husqvarna Racing) se penche sur la Monster avec la M900 CHR
- 1997 :

Peu d'évolution, mis à part l'adoption d'une fourche Marzocchi en remplacement de la Showa, pour 6 mois seulement.
M900 Alu : La S.I.M.A. propose une Mostro revêtue d'aluminium
- 1998 :

M900S : Les plus profondes modification sont l'adoption d'un carénage tête de fourche et d'une selle monoplace. Elle était vendue 71 090 F (10 838 €).
- 1999 :

M900 Classic : Nouvelle dénomination pour la version standard vendue 63 990 F (9 755 €).
M900 Dark : Subissant le même traitement que ses petites sœurs 600 et 750, la 900 arbore une décoration noire mat, pour 59 990 F (9 145 €).
M900 City : Basé sur un modèle Classic, la City propose en plus un pare-brise, des sacoches semi-rigides et une selle biplace. Elle est vendue 66 990 F (10 212 €).
M900 City Dark : Mélangeant les modèles City et Dark, elle devient presque un modèle utilitaire pour un prix rabaissé.
M900S : Elle est maintenant équipée de garde-boue avant et arrière et de caches latéraux en fibre de carbone, d'un amortisseur de direction et de suspension arrière Öhlins. Elle est vendue 71 090 F (10 838 €).
M900S City : À la différence du modèle City standard, les sacoches sont rigides et le pare-brise a disparu au profit du tête de fourche du modèle S.
M900 Cromo : Basé sur un modèle S, elle ajoute un réservoir chromé. Elle est également vendue 71 090 F (10 838 €).
- 2000 :

M900 i.e. Classic, Dark, Cromo, S et Metallic : Adoption d'une alimentation par injection électronique Magneti Marelli ∅ 45 mm avec pour conséquence une augmentation de la puissance de 5 chevaux à 8 250 tr/min. Le couple maximum diminue de 0,3 mkg à 6 750 tr/min. La fourche est remplacée par un modèle de plus gros diamètre (43 mm). Le réservoir perd 0,5 litre.
- 2001 :

La version Classic disparaît.
- 2002 :

La M900 tire sa révérence à la fin de l'année à cause des nouvelles normes anti-pollution. Elle est remplacée par la M1000.

## Galerie

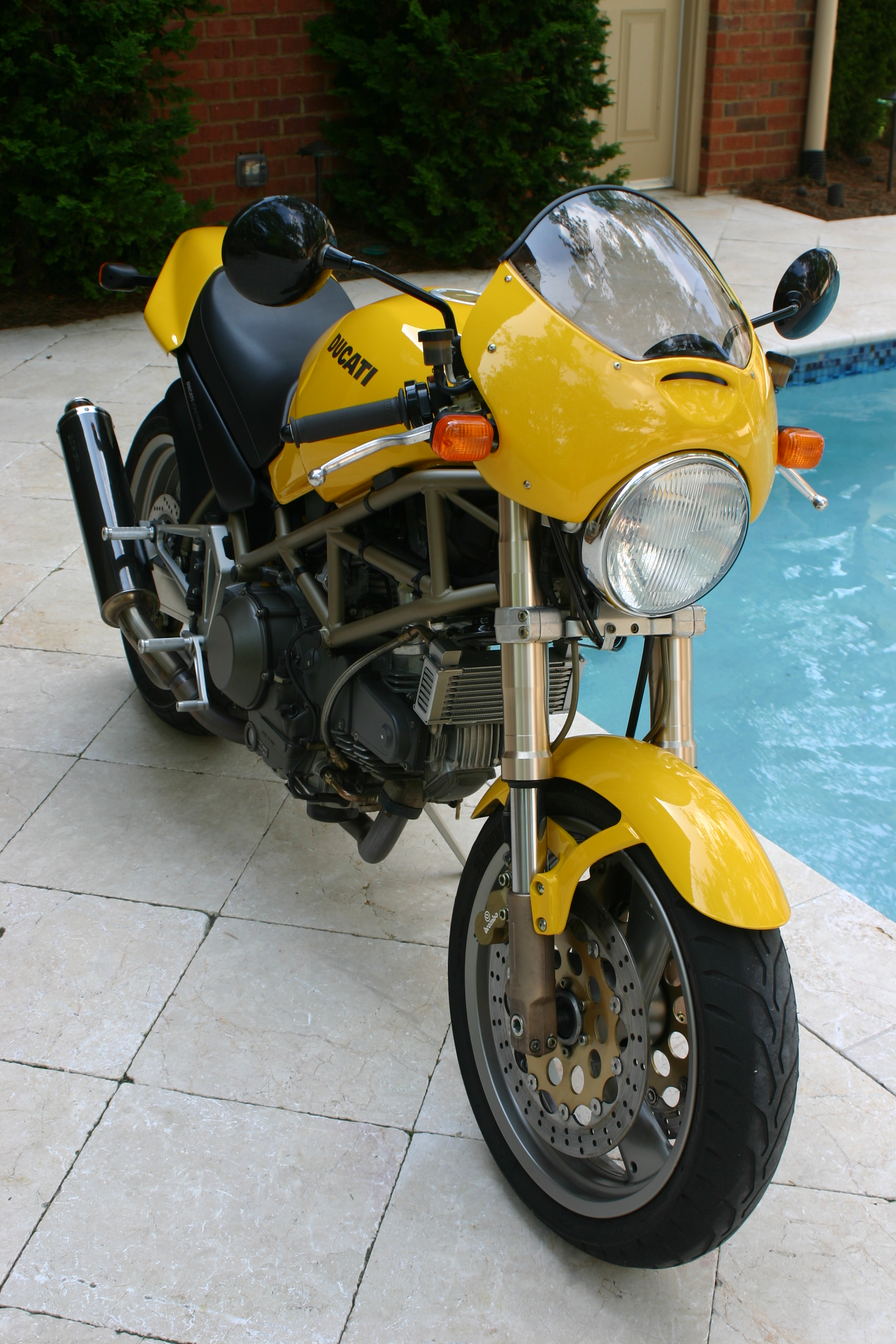
M900S
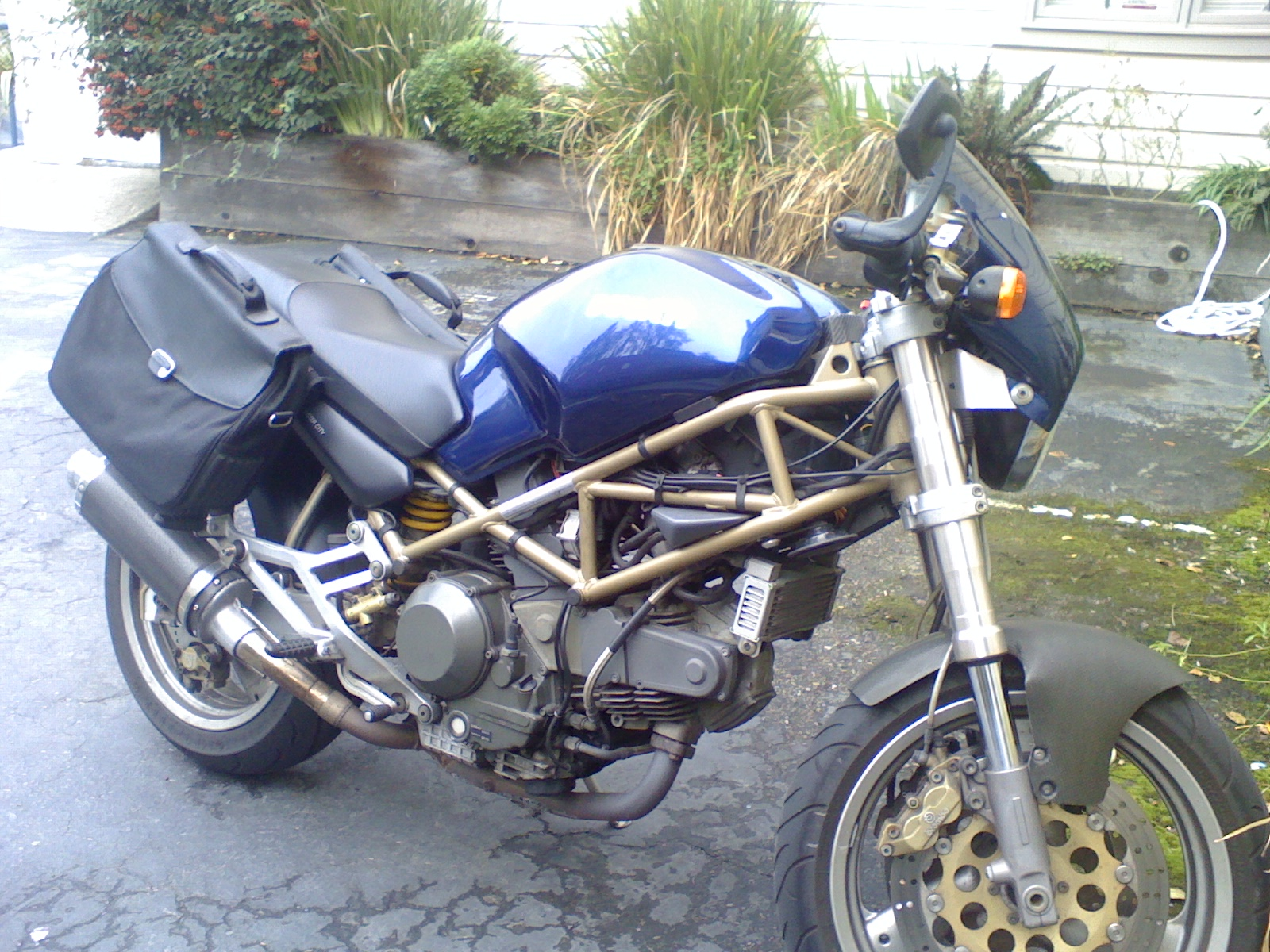
M900 City